# 人質 (2021年電影)
，是一部2021年韓國動作驚悚片，由畢鑑盛編劇和執導。該片改編自2015年中國電影《解救吾先生》，由黃晸珉領銜主演。

## 演員陣容

### 主要人物
- 黃晸珉 飾演 黃晸珉，韓國演員，在某夜凌晨被五名陌生人綁架。
- 金宰範 飾演 崔基元，綁匪。
- 李瑜美 飾演 潘素妍，另一名被綁架的人質。
- 劉慶秀 飾演 嚴東勳，綁匪。
- 鄭在遠 飾演 勇泰，綁匪。
- 李奎元 飾演 高永祿，綁匪。
- 李浩貞 飾演 新星，綁匪。

### 其他人物
- 趙慶賢 飾演 黃晸珉的經紀人
- 申賢宗 飾演 郭組長
- 白珠熙 飾演 吳警官
- 韓圭元 飾演 張警官
- 池南赫 飾演 具警官
- 柳聖賢 飾演 朴班長
- 金宰澈 飾演 李警官
- 林炯泰 飾演 新城里的老人
- 姜德重 飾演 便利店兼職生
- 金柱熙 飾演 咖啡廳老闆
- 林徹洙 飾演 邦加
- 尹尚華 飾演 獄警
- 許南俊 飾演 新人演員
- 金疋 飾演 黃晸珉所屬社代表

### 特別出演
- 朴誠雄 飾演 朴誠雄，曾和黃晸珉合作過的韓國演員。

### 友情出演
- 朴京林
- 柳承範
- 柳海真
- 李聖旻
- 全道嬿
- 朱智勛

## 發行
該片原定於2020年在韓國上映，但受2019冠狀病毒病韓國疫情影響，電影延期至2021年8月18日在韓國上映。

## 獎項榮譽
| 年份   | 頒獎禮                      | 獎項                       | 入圍者 | 結果 | 備註  |
| ------ | --------------------------- | -------------------------- | ------ | ---- | ----- |
| 2021年 | 第42屆青龍電影獎            | 最佳電影                   | 不適用 | 提名 | [ 3 ] |
| 2021年 | 第42屆青龍電影獎            | 最佳導演                   | 畢鑑盛 | 提名 | [ 3 ] |
| 2021年 | 第42屆青龍電影獎            | 最佳新人男演員             | 劉慶秀 | 提名 | [ 3 ] |
| 2021年 | 第42屆青龍電影獎            | 最佳新人男演員             | 金在範 | 提名 | [ 3 ] |
| 2021年 | 第42屆青龍電影獎            | 最佳剪輯                   | 金昌柱 | 提名 | [ 3 ] |
| 2021年 | 第8屆韓國電影製作人協會獎   | 最佳新人女演員             | 李瑜美 | 獲獎 | [ 4 ] |
| 2021年 | 第3届忠州国际武术动作电影节 | CIMAFF导演奖               | 毕鉴盛 | 獲獎 |       |
| 2021年 | 第3届忠州国际武术动作电影节 | CIMAFF长片竞赛单元最佳电影 | 不適用 | 獲獎 |       |
| 2021年 | 第41届韩国电影评论家协会奖  | 十佳电影                   | 不適用 | 獲獎 | [ 5 ] |
| 2022年 | 第58屆百想藝術大獎          | 電影部門 最佳新人導演      | 畢鑑盛 | 提名 | [ 6 ] |
| 2022年 | 第58屆百想藝術大獎          | 電影部門 最佳新人男演員    | 金在範 | 提名 | [ 6 ] |
| 2022年 | 第27屆春史國際電影節        | 最佳新人導演               | 畢鑑盛 | 提名 | [ 7 ] |
| 2022年 | 第27屆春史國際電影節        | 最佳男主角                 | 黃晸珉 | 提名 | [ 7 ] |
| 2022年 | 第27屆春史國際電影節        | 最佳新人男演員             | 金在範 | 提名 | [ 7 ] |

## 外部連結
- NAVER上《人質》的資料
- Daum上《人質》的資料

- 韩国电影数据库（KMDb）上《人質》的資料
- 互联网电影数据库（IMDb）上《人質》的资料（英文）